# الدين في النمسا

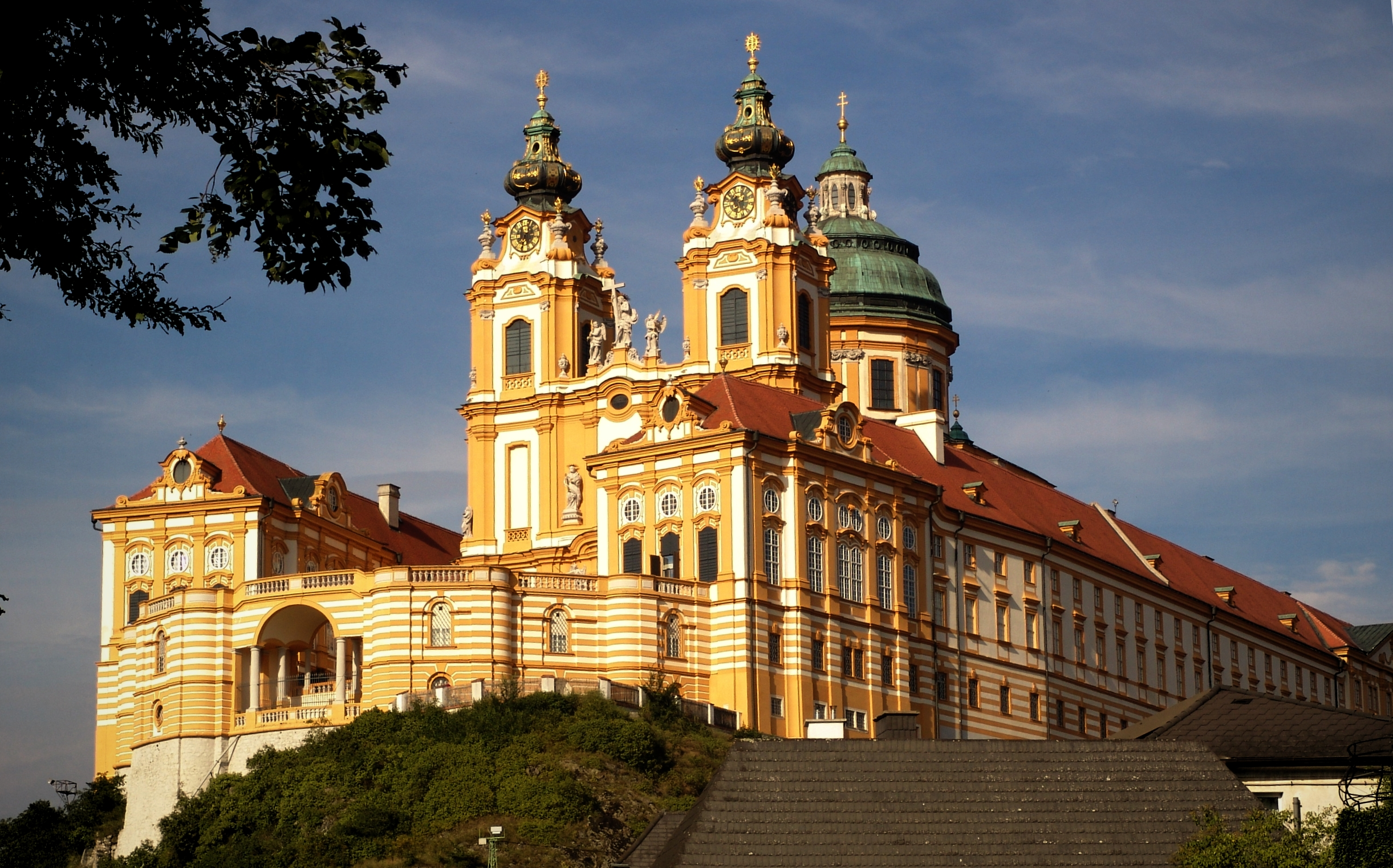
دير ميلك (Stift melk) هو دير بنديكتيني يقع فوق بلدة ميلك، النمسا السفلى،

الدين في نمسا بحسب مسح "المشهد الديني العالمي" لمركز بيو للأبحاث
```
     تعد 
المسيحية
 أكبر ديانة في 
نمسا
 حيث تشكل نسبه %80 من سكان في دراسات 2011 أغلب سكان الدولة 
هم
 
كاثوليك
 مع إقليات 
بروتستانت
 يقدر عدد مسيحون 7 ملايين نسمة
 من سكان
[
3
]
 والديانة الثانية 
الاسلام
 تشكل 
%5 ثم 
لا
دينية
 %13.
[
2
]
```

في اسطلاع يوروباروميتر 2010 صرح من سكان نمسا
- %88 انهم يؤمنون بالله وبروح خارقة
- %8 انهم غير مؤمنون بشيء

تنقسم المسيحية إلى 75% كاثوليك 5% بروتستانت %2.5 كنائس أخرى.